# Lom (Bulgaria)
Lom (in bulgaro Лом?) è un comune bulgaro situato nella Regione di Montana di 36 400 abitanti (dati 2009). La sede comunale è nella località omonima

## Località
Il comune è formato dall'insieme delle seguenti località:
- Dobri Dol
- Dolno Linevo
- Kovačica
- Lom (sede comunale)
- Orsoja
- Slivata
- Stalijska Mahala
- Stanevo
- Trajkovo
- Zamfir